# Conus solidus
Espèce
Conus solidus est une espèce de mollusques gastéropodes marins de la famille des Conidae.
Comme toutes les espèces du genre Conus, ces escargots sont prédateurs et venimeux. Ils sont capables de « piquer » les humains et doivent donc être manipulés avec précaution, voire pas du tout.

## Description
La taille de la coquille varie entre 36 mm et 67 mm.

## Distribution
Cette espèce marine est présente dans la mer des Caraïbes au large du Venezuela, de Trinidad et de Barbade.

## Taxinomie

### Publication originale
L'espèce Conus solidus a été décrite pour la première fois en 1791 par le naturaliste et chimiste allemand Johann Friedrich Gmelin dans « Systema Naturae Linneaeus (ed) Ed 13 »,.

### Synonymes
- Conus (Stephanoconus) solidus Gmelin, 1791 · appellation alternative
- Tenorioconus solidus (Gmelin, 1791) · non accepté